# Văn Lộc cảnh trưởng Marseille
Văn Lộc cảnh trưởng Marseille (tiếng Pháp: Van Loc: un grand flic de Marseille) là loạt phim hình sự xuất phẩm trên kênh TF1 từ 30 tháng 01 năm 1992 đến 08 tháng 01 năm 1998.

## Lịch sử
Truyện phim chủ yếu phỏng theo loạt hồi ký Le Chinois của tác giả Nguyễn Văn Lộc.

## Nội dung
Thập niên 1970, thành phố biển Marseille xinh đẹp ven Địa Trung Hải là tụ điểm thương mại sầm uất nhất Pháp quốc và hàng đầu Nam Âu, do đó, hầu như sinh hoạt thường nhật tại đây gắn liền với tiền và tội phạm. Vì thế, sự xuất hiện của ông cai cò Nguyễn Văn Lộc được coi như "cái dằm" trong mắt thế giới ngầm, nhưng cũng làm quân bình cuộc sống của cư dân.
- Tập 1: Văn Lộc ông cò Marseille (Van Loc, le flic de Marseille; 30 tháng 01, 1992)
- Tập 2: Lựu đạn (La grenade; 25 tháng 03, 1993)
- Tập 3: Trả thù (La Vengeance; 2 tháng 12 1993)
- Tập 4: Vụ Da Costa, với Sheila (L'affaire Da Costa; 21 tháng 11, 1994)
- Tập 5: Thắng thế ban đầu (Victoire aux poings; 14 tháng 12, 1995)
- Tập 6: Kẻ thù của tuổi thơ (Ennemis d'enfance; 08 tháng 01, 1997)
- Tập 8: Vì tình yêu Marie, với Pierre Bachelet (Pour l'amour de Marie; 16 tháng 01 1997)
- Tập 9: Thành công (La relève; 08 tháng 01, 1998)

## Kĩ thuật
Phim được thực hiện hoàn toàn tại Marseille giai đoạn 1991 - 1997.

### Sản xuất
- Phụ tá: Jean-Marc Dupuy, Jose Villalba
- Hòa âm: Emmanuel Rebaudengo, Philippe Vandendriessche, Gilles Fargout, Jonathan Liebling

### Diễn xuất
- Georges N'Guyen Van Loc[1]... Cò Lộc
- Denis Karvil... Mallet
- Françoise Viau... Martine Van Loc
- Helmut Berger... Michael Bogner
- Cyrille Artaux... Varga
- Philippe Héliès... Thellier
- Pascale Pellegrin... Sonia
- Michel Barbey... Ferreira
- Jacques Germain... Costello
- Marc Maurin... Galian
- Laurence Calabrese... Phu nhân Varga
- Cyrille Menigault... Pascal Bogner
- Nanouk Broche... Maud
- Robert Ripa... Zecco
- Rémy Ventura... Rémy Ventura

## Hậu trường
Các phần của phim ban đầu được phát trên VTV3 ở khung giờ vàng 20:00 - 21:00 sau đổi thành 21:00 - 22:00 giai đoạn 2001-3 với nhan đề Thanh tra Nguyễn Văn Lộc, mở đường cho trào lưu xem phim truyền hình hình sự Pháp - Ý thập niên 2000.